# Harrold (Dakota del Sur)
Harrold es un pueblo ubicado en el condado de Hughes en el estado estadounidense de Dakota del Sur. En el Censo de 2010 tenía una población de 124 habitantes y una densidad poblacional de 179,31 personas por km².

## Geografía
Harrold se encuentra ubicado en las coordenadas 44°31′25″N 99°44′21″O / 44.52361, -99.73917. Según la Oficina del Censo de los Estados Unidos, Harrold tiene una superficie total de 0.69 km², de la cual 0.69 km² corresponden a tierra firme y (0%) 0 km² es agua.

## Demografía
Según el censo de 2010, había 124 personas residiendo en Harrold. La densidad de población era de 179,31 hab./km². De los 124 habitantes, Harrold estaba compuesto por el 95.16% blancos, el 0.81% eran afroamericanos, el 1.61% eran amerindios, el 0% eran asiáticos, el 0% eran isleños del Pacífico, el 0% eran de otras razas y el 2.42% pertenecían a dos o más razas. Del total de la población el 0% eran hispanos o latinos de cualquier raza.